# Vårviks landskommun
Vårviks landskommun var en tidigare kommun i Älvsborgs län.

## Administrativ historik
Kommunen inrättades i Vårviks socken i Vedbo härad i Dalsland när 1862 års kommunalförordningar trädde i kraft den 1 januari 1863.
Vid kommunreformen 1952 uppgick den i Lelångs landskommun som 1971 uppgick i Bengtsfors kommun.

## Politik

### Mandatfördelning i Vårviks landskommun 1938-1946
| 8 | 2 | 3 | 2 |

| 15 |

| 6 | 4 | 4 | 1 |

| 15 |

| 7 | 5 | 3 |

| 15 |